# Marcos Díez Manrique
Marcos Díez Manrique (Santander, Cantabria; 1976) es un poeta, escritor y periodista español.
Es autor de los poemarios Puntos de apoyo (Creática, 2011) Combustión (Visor, 2014) Desguace (Visor, 2018), Belleza sin nosotros (Visor, 2022) y Con sol dentro, poesía reunida, 1999-2024 (Visor). También escribe artículos periodísticos.

## Premios y distinciones
- Premio de Internacional de Poesía Hermanos Argensola (2014).
- Premio Ciudad de Alcalá de Poesía 2015
- Premio de Poesía Ciudad de Burgos (2017).
- Premio de Poesía Generación del 27 (2021).